# دوروثي غرينغر
دوروثي غرينغر (بالإنجليزية: Dorothy Granger)‏ هي ممثلة أمريكية، ولدت في 21 نوفمبر 1912 في نيو لندن في الولايات المتحدة، وتوفيت في 4 يناير 1995 في لوس أنجلوس في الولايات المتحدة بسبب سرطان.

## وصلات خارجية
- دوروثي غرينغر على موقع IMDb (الإنجليزية)
- دوروثي غرينغر على موقع تيرنر كلاسيك موفيز (الإنجليزية)
- دوروثي غرينغر على موقع قاعدة بيانات الفيلم (الإنجليزية)